# ودارت الأيام
ودارت الأيام هي أغنية ألفها مأمون الشناوي، ولحنها محمد عبد الوهاب، وغنتها أم كلثوم عام 1970.

## قصة الأغنية
- هذه الأغنية هي رابع أغنية من تأليف مأمون الشناوي تغنيها أم كلثوم حيث غنت له «أنساك» 1961، و«كل ليلة وكل يوم» 1964، و«بعيد عنك» 1965، وكلها من تلحين بليغ حمدي.[1] إلا أنها قررت هذه المرة أن تسند تلحين الأغنية إلى محمد عبد الوهاب.
- أما بالنسبة لعبد الوهاب فقد توثقت العلاقة الفنية بينه وبين أم كلثوم التي بدأت بتلحين إنت عمري عام 1964.[1] وصار الآلات مثل الجيتار والأكورديون الآلات تعود الجمهور سماعها.
- قسم عبد الوهاب المقدمة الموسيقية إلى ثلاثة أجزاء. الجزء الأول متناغم تلعب فيه آلة الجيتار دوراً أساسياً. الجزء الثاني فيه جزء من أغنية ليبية. أما الجزء الثالث فهو جزء يمهد به لمطلع الأغنية.
- في مقطع «قابلني والأشواق ف عنيه» يبدو اللحن معبراً بشكل كبير عن مضمون الأغنية الممتلئ بالفرح. أما مقطع «وصفولي الصبر» فيبدأ الجزء الأول منه على إيقاع الفالس. أم مقطع «ودارت الأيام» (المقطع الأخير) فلحن بنفس الطريقة التي ُلحن بها مقطع «قابلني».
- اتهم عبد الوهاب بسرقة أنغام من ألحان أخرى ووضعها في هذه الأغنية، مثلاً اتهم بسرقة أغنية «بعت المحبة» الليبية ووضعها في مقدمة الأغنية.[2] كما اتهم بسرقة مقطع من الفالس ووضع في أحد مقاطع الأغنية،[3] ويمكن إبداء الرأي حول هذا:

1. حتى لو تم حذف المقاطع المنسوبة إلى غير عبد الوهاب تظل هذه الأغنية أغنية جميلة.
2. لا شك أن عبد الوهاب سمع الأغنية الليبية خلال إحدى زيارته إلى ليبيا، ويتوقف تصنيف استعماله لهذه الأغنية على ما إذا كان استأذن من صاحبها الأصلي أم لا.
3. هناك شك حول أن المقطع الذي يحوي الفالس مقتبس وذلك لأن من ذكر ذلك لم يذكر القطعة الأصلية التي يفترض أن عبد الوهاب أخذ منها موسيقاها.

## كلمات الاغنية
ودارت الأيام
ومرت الأيام
ما بين بعاد وخصام
وقابلته....نسيت إني خصمته
ونسيت الليل اللي سهرته
وسامحت عذاب قلبي وحيرته
ما اعرفش إزاي إزاي إزاي أنا كلمته
ما اقدرش على بعد حبيبي
أنا ليا مين أنا ليا مين إلا حبيبي
قابلني والأشواق في عنيه
سلم
سلم وخد ايدي في ايديه
وهمس لي قالي الحق عليه
نسيت ساعتها بعدنا ليه
فين دموع عيني اللي ما نامت ليالي
بابتسامه من عيونوا نسهالي
امر عذاب....واحلى عذاب
عذاب الحب..عذاب الحب للأحباب
ما اقدرتش اصبر يوم على بعده
ده الصبر عايز عايز صبر لوحده
ما اقدرش على بعد حبيبي...
وصفولي الصبر
لقيته خيال وكلام في الحب
يا دوب يا دوب ينقال
واهرب من قلبي اروح على فين
ليالينا الحلوة في كل مكان
مليناها حب احنا الأثنين
وملينا الدنيا امل
امل وحنان
عيني عيني على العاشقين
حيارى مظلومين
عالصبر مش قادرين
ما اقدرتش اصبر يوم على بعده
ده الصبر عايز عايز صبر لوحده
ما اقدرش على بعد حبيبي...
ودارت الأيام
ومرت الأيام
وهل الفجر بعد الهجر
بلونه الوردي بيصبح
ونور الصبح صحى الفرح
وقال للحب قوم نفرح
من فرحتي فرحتي تهت مع الفرحة
ما اقدرش على بعد حبيبي
من فرحتي فرحتي لا بنام ولا بصحى
ولقيتني معاك بعيش معاك
بعيش في ربيع ما فيش كده ما فيش كده
بين شوق ما ينتهيش
وشوق وشوق وشوق ثاني ابتدى
ما اقدرتش اصبر يوم على بعده
ده الصبر عايز عايز صبر لوحده
ما اقدرش على بعد حبيبي...

## وصلات خارجية
- استمع إلى اغنية ودارت الايام كاملة على موقع اليوتيوب على يوتيوب
- مقدمة ودارت الأيام على يوتيوب
- مطلع ودارت الأيام على يوتيوب
- مقطع من ودارت الأيام-حفلة الإمارات على يوتيوب